# Dibamus
Dibamus är ett släkte av ödlor. Dibamus ingår i familjen blindödlor.
Arter enligt Catalogue of Life:
- Dibamus alfredi
- Dibamus bogadeki
- Dibamus booliati
- Dibamus bourreti
- Dibamus celebensis
- Dibamus deharvengi
- Dibamus dezwaani
- Dibamus greeri
- Dibamus ingeri
- Dibamus kondaoensis
- Dibamus leucurus
- Dibamus montanus
- Dibamus nicobaricum
- Dibamus novaeguineae
- Dibamus seramensis
- Dibamus smithi
- Dibamus somsaki
- Dibamus taylori
- Dibamus tiomanensis
- Dibamus vorisi

The Reptile Database listar ytterligare tre arter.